# Ružiće
Ružiće (en serbe cyrillique : Ружиће) est un village de Serbie situé dans la municipalité de Vladičin Han, district de Pčinja. Au recensement de 2011, il comptait 95 habitants.

## Démographie
| 1948 | 1953 | 1961 | 1971 | 1981 | 1991 | 2002 | 2011 |
| ---- | ---- | ---- | ---- | ---- | ---- | ---- | ---- |
| 601  | 677  | 635  | 576  | 466  | 273  | 181  | 95   |

|  |